# Maria Anna van Oostenrijk (1882-1940)

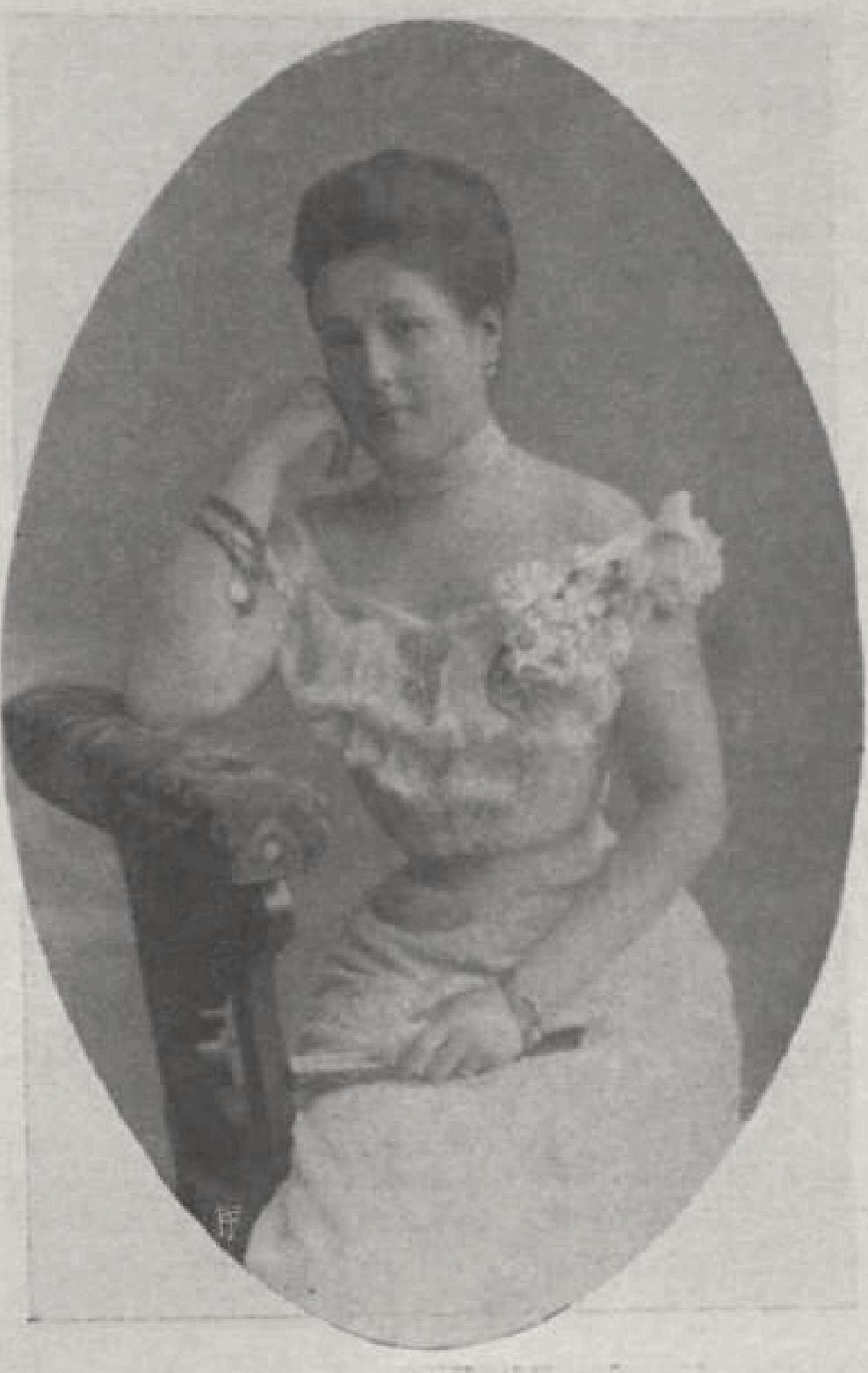
Maria Anna van Oostenrijk

Maria Anna van Oostenrijk (Linz, 6 januari 1882 - Lausanne, 25 februari 1940), was een Oostenrijkse aartshertogin uit het huis Habsburg-Lotharingen.
Zij was de tweede dochter van aartshertog Frederik van Oostenrijk-Teschen en prinses Isabella van Croÿ. Zij was een nicht van de Spaanse koningin Maria Christina.
Zelf trad ze op 25 mei 1903 in Wenen in het huwelijk met Elias van Bourbon-Parma, een van de in totaal vierentwintig kinderen van hertog Robert I van Parma, uit diens eerste huwelijk met Maria Pia van Bourbon-Sicilië.
Het paar kreeg acht kinderen:
- Elisabeth (1904-1983)
- Karel Lodewijk (1905-1912)
- Maria Francisca (1906-1994)
- Robert (1909-1974)
- Franciscus Alfons (1913-1959)
- Johanna Isabella (1916-1949)
- Alice Maria (1917-2017)
- Marie Christine (1925)